# Náberezhnye Chelny
Náberezhnye Chelný (en ruso: Набережные Челны; en tártaro: Яр Чаллы) es la segunda ciudad más grande de la República de Tartaristán, Rusia, con 513.193 habitantes (2010). Es el centro administrativo del Distrito Tukayevsky de Tatarstán y un importante centro industrial gracias a la presencia de la planta Kamaz, motor de la economía local.

## Historia

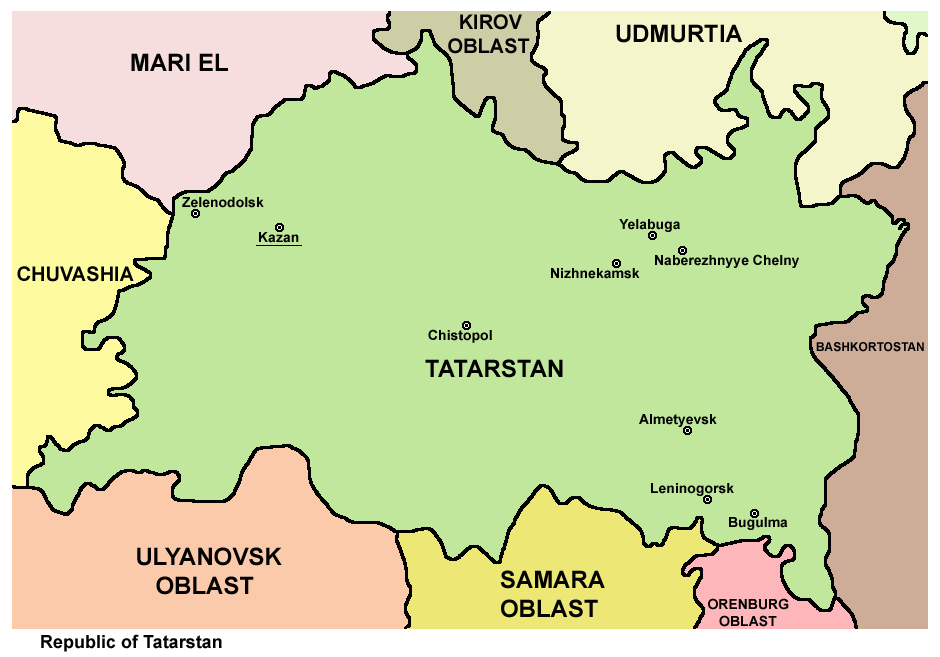
Mapa de Tartaristán en el que aparece Náberezhnye Chelny

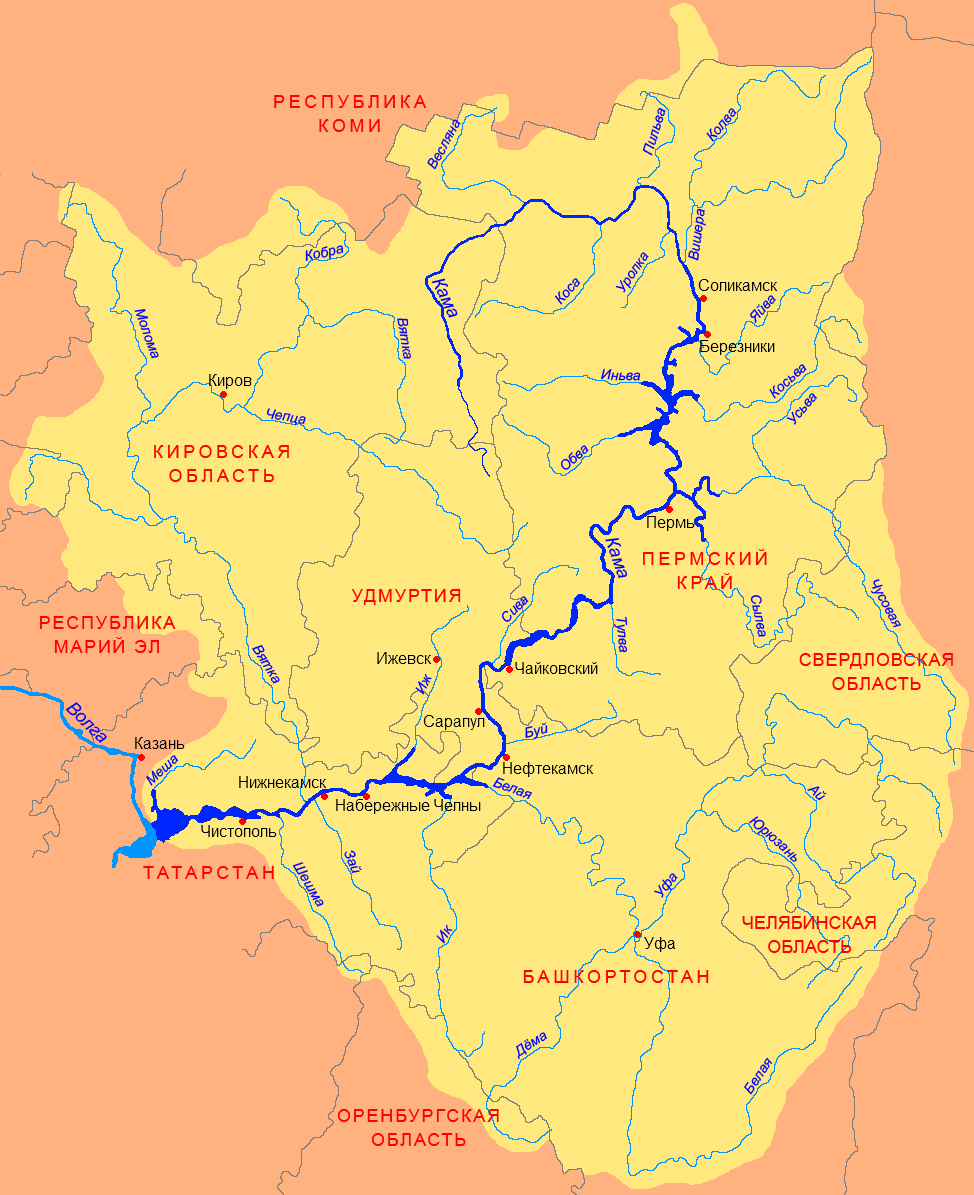
Mapa en ruso del río Kama —afluente del Volga— en el que está en su curso bajo Náberezhnye Chelny (Набережные Челны)

Se cree que la ciudad fue fundada en torno a 1172. La zona adquirió el título de ciudad en el 1930, y fue llamada Brézhnev (por Leonid Brézhnev) de 1982 a 1988. 
En ella se producen camiones Kamaz y ZMA, y la ciudad es uno de los mayores centros en el mundo relacionados con la producción de vehículos. Básicamente, la planta de Kamaz es la mayor fábrica de vehículos en el mundo, con más de dos kilómetros cuadrados dedicados a la producción.

## Demografía y localización
Es un importante centro industrial, que se encuentra en el río Kama, unos 225 km al este de Kazán y en torno a 1.025 km de Moscú. Su población era de unos 509.870 habitantes según el censo de 2002 y de 500.309 en el censo del año 1989.

## Deporte
El equipo de fútbol KAMAZ Náberezhnye Chelný es el club de fútbol más importante de la ciudad, en la actualidad juega en la Segunda División de Rusia. El club llegó a jugar la Liga Premier entre 1993 y 1997 tras haber sido ascendido en la temporada 1993 gracias a la fusión del F. C. Saturn Rámenskoye y el F. K. Jimki.